# Trece entre mil
Trece entre mil és un documental espanyol dirigit per Iñaki Arteta.
En ell es narren els testimoniatges de 13 famílies víctimes del grup armat ETA. Es van triar els casos entre els col·lectius que més han sofert el terrorisme, o per la seva especial circumstància dramàtica, sobretot en els anys vuitanta. La intenció és recordar la memòria de les persones que van sofrir aquest terribles fets.

## Els casos i les víctimes
- Jesús Ulayar Liciaga. Exalcalde d'Etxarri Aranatz assassinat el 27 de gener de 1979 en presència del seu fill. Els assassins eren del mateix poble i hi van tornar després de complir condemna en 1996. L'autor material dels trets va ser rebut com un heroi. En nombroses ocasions la família se'ls ha trobat pel carrer. L'ajuntament ha col·locat uns contenidors d'escombraries en el lloc on Jesús va caure assassinat.[2]
- Atemptat del carrer del Correo (Madrid, 13 de setembre de 1974). Es van produir 12 morts i 56 ferits. Parlen els familiars de Mª Ángeles Rey Martínez, estudiant, que va morir amb 20 anys; i de Manuel Llanos, cambrer, mort amb 27 anys.
- Atemptat de l'Hipercor (Barcelona, 19 de juny de 1987). L'explosió en el garatge d'aquest centre comercial va causar la mort a 24 persones, entre elles 4 nens.
- Atemptat contra la Casa Caserna de Vic (Barcelona, 29 de maig de 1991). Moren 9 persones de les quals 5 són nenes.
- Francisco Marañón (supervivent). Xofer d'un alt càrrec de l'exèrcit. Ferit en atemptat el 29 de juliol de 1985. Roman en una cadira de rodes des de llavors.
- Fabio Moreno Asla. Assassinat a Erandio als 2 anys el 7 de novembre de 1991. Va morir en explotar una bomba col·locada sota el cotxe del seu pare, guàrdia civil, qui va sobreviure a l'explosió.
- Andrés Samperio Sañudo. Inspector de Policia Nacional. Assassinat en Deusto el 24 d'abril de 1997.
- José Rodríguez de Lama. Guàrdia Civil. Assassinat a Urretxu (Guipúscoa) l'11 de novembre de 1978. La seva dona estava embarassada del seu tercer fill.
- Ramón Baglietto. Regidor d'UCD assassinat el 12 de maig de 1980 a Azkoitia. Anys abans Ramón havia salvat la vida del seu assassí quan aquest era un bebè. María del Pilar Elías, la vídua de Ramón rep un paquet bomba d'ETA en 1999, que va ser desactivat. L'assassí del seu marit porta anys fora de la presó i vivint al poble.
- Vicente Zorita Alonso. Assassinat el 14 de novembre de 1980 en Santurtzi. Va ser segrestat i seguidament assassinat. Va aparèixer en un descampat emmordassat amb la bandera espanyola.
- Alberto López-Jaureguizar. Assassinat el 16 de juliol de 1982 a Algorta.

## Premis
- 2n Premi Temps d'Història SEMINCI de Valladolid (Espanya) 2005.[3]
- Candidat al Goya a la millor pel·lícula documental (Espanya) 2006.[4]